# Manos – Der Dämonenjäger (Comic)
Manos – Der Dämonenjäger ist eine deutsche Sword & Sorcery Comic-Heftserie aus dem Bastei-Verlag. Autor ist Peter Mennigen (in den Heften nicht erwähnt) und Zeichner ist überwiegend Antonio Correa Expósito (in den Heften einfach Correa genannt). Aber einige Geschichten wurden auch von Esteban Maroto, Carlos Torrente, Luis Martinez Roca, José Maria Bellalta Suárez und DeMetrio Gómez Sánchez gezeichnet.
Die Serie handelt vom Krieger Manos, der in einer Fantasy-Welt das Böse in Form von Dämonen und Monstern bekämpft.

## Inhalt
Manos und seine Schwester Parda sind die Kinder von Gäon, dem Priesterkönig der Stadt Polis. Nach dem Tod ihres Vaters und der Zerstörung der Stadt suchen sie mit ihrem Onkel, dem Magier Zango, einen geeigneten Ort, um eine neue Festung zum Schutz gegen das Böse zu errichten. Dort wird Manos König. Nachdem es aber durch Einwohner unter Einfluss dunkler Mächte zu einer Rebellion kommt, zieht Manos aus, um überall auf der Welt das Böse zu bekämpfen.
In einem Heft verschlägt es Manos durch Magie in unsere Gegenwart. In dem einen oder anderen Heft wurden Sci-Fi Elemente eingebaut (z. B. #10, "Die Metallmonster").

## Veröffentlichungen
Der Bastei-Verlag wollte eine Serie ähnlich der damals erfolgreichen Reihe "Conan der Barbar" von Marvel Comics in sein Programm aufnehmen, an der man sich bei Manos dann auch inhaltlich und stilistisch orientierte, aber eine eigene Hintergrundgeschichte erdachte. Für die Geschichten wurde der deutsche Schriftsteller und Comicautor Peter Mennigen beauftragt.
Von September 1980 bis August 1983 erschienen Folgen mit einer Länge von je ca. 15 Seiten in insgesamt 89 "Geister Geschichten"-Heften, die auch andere Geschichten enthalten.
1983 veröffentlichte der Verlag mit "Manos – Der Dämonenjäger: Die Hölle schlägt zurück" das erste Heft der eigenständigen Reihe. Im Dezember 1984 wurde die Serie nach der 35. Ausgabe "Manos – Der Dämonenjäger: Der Fluch der versunkenen Stadt" und weit über 1000 Seiten (insgesamt über 2300 Seiten incl. den kürzeren Geschichten in "Geister Geschichten") eingestellt.
Neben von Ertugrul Edirne und Ugurcan Yüce gemalten Wrap-Around-Covers gab es im Mittelteil jedes Heftes ein großformatiges Poster von bekannten Fantasy-Art Künstlern, wie z. B. von Vicente Segrelles, Boris Vallejo oder Luis Royo. Hinzu kam jeweils eine Seite mit Text und Illustration über Legenden/Mythen aus der Welt von Manos.
In Spanien wurden die Geschichten in 25 Heften und mehreren Sammelbänden vom Verlag Editorial Bruguera unter dem Titel Manos: Guerrero Indómito veröffentlicht. Unter demselben Titel später in Mexiko.

### Heftausgaben
| - Nr. 1: Die Hölle schlägt zurück - Nr. 2: Aufstand der Ungeheuer - Nr. 3: Die Schreckensreiter - Nr. 4: Die Küste der Verdammnis - Nr. 5: Am Abgrund der Hölle - Nr. 6: Der Fluch des Doppelgängers - Nr. 7: Der Wüstenteufel - Nr. 8: Im Kerker des Grauens - Nr. 9: Der Stachel des Bösen - Nr. 10: Die Metal-Monster - Nr. 11: Die dunkle Zone - Nr. 12: Der Schreckensbote | - Nr. 13: Die Verdammten der Hungersteppe - Nr. 14: Der Hexer von Samara - Nr. 15: Der Herrscher des Todestales - Nr. 16: Am Abgrund des Grauens - Nr. 17: Die Söldner der Hölle - Nr. 18: Die Rückkehr des Hexers - Nr. 19: Fluß der Verdammnis - Nr. 20: Das Tal der lebenden Skelette - Nr. 21: An den Ufern des Todes - Nr. 22: Das Monster der Sarga-See - Nr. 23: Strandgut der Hölle - Nr. 24: Die Schreckensarena | - Nr. 25: Der Herr des Hasses - Nr. 26: Der Dämon mit dem Todesblick - Nr. 27: Die Hexe von Lemura - Nr. 28: Die Halle des Hasses - Nr. 29: Die Grotte der Zeit - Nr. 30: Die Drachenschlacht - Nr. 31: Im Bann des Fieberdschungels - Nr. 32: Im Netz der Todesspinne - Nr. 33: Die Stadt am Teufelssee - Nr. 34: Die Wächter der Verdammnis - Nr. 35: Der Fluch der versunkenen Stadt |
| Anmerkungen: 1. | | |